# Arundo
Arundo es un género de plantas de la familia de las poáceas (anteriormente llamadas gramíneas).
Son gramíneas de cañas duras, generalmente huecas, por lo común son plantas muy altas, forman macollos densos, con tallos erectos y sin ramificación basal. La tribu Arundineae se caracteriza por ser plantas muy robustas mayores de 1,5 metros de altura, con cañas subleñosas y espiguillas con lemas o raquilla largamente velludas. Prefieren un suelo fértil, húmedo, en un lugar protegido de sol, de preferencia por el agua. Tolera un pH en el rango de 5,5 a 8,3. Pero también se desarrolla sin problemas en todo tipo de suelos, de arcillas pesadas a las arenas sueltas y de los suelos de grava. Este género contiene seis especies difundidas por todos los países cálidos: A. donax L., A. conspicua G.Forst., A. pliniana Turra, A. formosana Hack., A. fulvida Buchanan, A. richardi Endl.

## Descripción
El género Arundo es la mayor de las gramíneas de la región mediterránea, crecen formando grupos apretados, forman densos cañaverales con abundantes hojas liniares dispuestas de forma conspicua en dos hileras a lo largo de los tallos a 3-6 m de altura, de vez en cuando a 10 m, con hojas de 30-60 cm de longitud y 3-6 cm de ancho, purpúreo-verdosas al principio y amarillas al madurar. Son plantas semejantes al Bambú, del que se diferencia porque de cada nudo sale una única hoja que envaina el tallo. Son plantas que poseen rizomas, el tallo se vuelve duro y leñoso al segundo año, y es entonces cuando florece, durante los meses de septiembre y octubre, su flor es una inflorescencia distribuida en una amplia estructura llamada panoja terminal muy plumosa y a menudo violácea, alta y muy decorativa. Tiene flores muy pequeñas y poco llamativas, estas se encuentran en la zona apical del tallo, la panoja está constituida por espiguillas con flores siempre perfectas, son plurifloras, con raquilla glabra articuladas por encima de las glumas y entre los antecios. Caracteres genéricos: Son plantas perennes, altas, con rizomas leñosos y gruesos. Caña hueca con innovaciones extravaginales. Lígula membranácea, muy pequeña. Hojas dísticas, lineales o lineal-lanceoladas, uniformemente distribuidas en el tallo el cual posee los internodios de igual lungitud. Glumas grandes, casi cubren los antecios, son de color amarillentas, persistentes, membranáceae, glabras, subiguales, lanceoladas, acuminadas en el ápice, 3-5 nervadas, casi igualando los atencios, de largo aproximado a la espiguilla. Lemma mambranácea, pilosa, 3-5 nervada, con el nervio medio prolongado en arista y también los nervios laterales, rara vez 2-fida, dorso cubierto en su mitad inferior con pelos largos y sedosos. Pálea pequeña, mucho menor que la lemma, hialina 2-nervadas. Androceo con tres estambres. La semilla es oblonga con punta, cuya base tiene una especie de vilano.

## Hábitat
Son hierbas perennes, es decir, que crece todos los años sin morir en el invierno. "Perenne de crecimiento de forma indefinida o por lo menos dos años o más.", no requieren volverse a sembrar cada año, perteneciente a la familia Poaceae, nativas de la región del Mediterráneo oriental hasta la India, China y Japón. Género con alrededor de 6 especies originarias del Viejo Mundo, es cultivada ahora en todo el mundo. Una especie fue introducida en América y se ha naturalizado, y se mantiene en los alrededores de viviendas y zonas de cultivos, incluso se siembra en parques y jardines. En el área mediterránea ocupa las riveras de acequias y canales entre los cultivos formando un gran seto de cañaveral, que ofrece cobijo a muchas especies de vertebrados y donde anidan y duermen las aves, por lo cual son especialmente considerados en algunas zonas y su corta o quema está restringida a periodos del año que no perjudiquen a la estación de cría. Vive en lugares húmedos y encharcados, en acequias y cursos de agua, creciendo en largas colonias. Distribución en Argentina: Buenos Aires, Catamarca, Chaco, Córdoba, Entre Ríos, Formosa, La Pampa, La Rioja, Mendoza, San Juan, Misiones y Salta. Distribución en Brasil: Rio Grande Do Sul. Distribución en Chile: Región I, Región II, Región III, Región IV, Región IX, Isla de Pascua, Región Metropolitana de Santiago. En el continente Africano no hay especies de importancia.

## Propagación
Existen dos métodos principales de propagación: la división o la multiplicación a partir de semillas. La división debe emplearse en la propagación de todas las plantas que raramente florecen como por ejemplo algunas plantas no autóctonas que se encuentran con otro clima que no es el de su origen. La división también resulta útil para rejuvenecer hierbas maduras muy densas y desnudas en el centro. La división de una hierba puede resultar un proceso sencillo, siempre que se realice en el momento adecuado del año. En verano, las hierbas producen yemas de nuevo crecimiento, alguna de las cuales son bastante grandes, y que permanecen inactivas hasta la primavera siguiente. Por regla general, es preferible dividir las hierbas justo cuando las yemas empiezan a crecer, habitualmente a mediados de la primavera. Este hecho reviste una especial importancia ya que si se dividen en otras épocas del año, las posibilidades de éxito serán bastante escasas debido al riesgo de podredumbre o sequías. Otras hierbas cultivadas en suelos ligeros o en climas cálidos, pueden dividirse en otoño. Las raíces de Arundo son sensibles a la sequía, de manera que procure elegir un día fresco y nublado para realizar la división, con el fin de evitar que las raíces se sequen. La utilización de guantes gruesos resulta también una medida adecuada, ya que las hojas contienen sílice y son muy afiladas, este género cuenta con rizomas cortos y gruesos, con raíces en los extremos, que forma una apretada mata. A ser posible extraiga la mata entera y divida los rizamas en trozos, cada uno de ellos con varias yemas de crecimiento, procure no dañar ninguna raíz fibrosa y corte los tallos hasta 30 cm para reducir la pérdida de agua. Para realizar la división primero busque una mata periférica con tallos fuertes y brotes sanos. Cave una zanja, como mínimo de la profundidad de una pala, alrededor de estos para exponer las raíces, luego retire la tierra de alrededor para descubrir los rizomas que desde la parte externa se dirigen hacia la mata principal, luego divida la mata en trozos, cada uno de ellos con 2-4 yemas como mínimo, y recorte los rizomas, luego replantelos a la misma profundidad de antes, riegue y etiquete. Los trozos pequeños de rizomas que se han roto durante la división pueden cultivarse, siempre que cuenten con una yema sana, descarte aquellos con yemas estropeadas y cultive el resto en macetas, en un emplazamiento a salvo de las heladas o en lechos de crecimientos durante un año, antes de su plantación definitiva. Las semillas de este género son dispersadas por el viento. La propagación en los invernaderos se realiza entre los meses de febrero y abril. Las macetas deben contener unos 3 cm de agua para mantener el suelo húmedo hasta que la semilla germina. Por lo general, germina en 1 a 3 meses a 15 °C. Cuando estén suficientemente grandes para manipularse, se trasladan las plantas a macetas individuales continuando su crecimiento en el invernadero, por lo menos durante su primer invierno. Una vez que alcanzan los 20 cm o más de altura, pueden plantarse en sus posiciones permanentes a finales de primavera o comienzos de verano. Sin embargo, las plantas en el sur de California parece que rara vez florecen. Arundo no produce semillas viables en la mayoría de las zonas donde se ha introducido.

## Problemática de su propagación
El Arundo, además de ser una planta con gran utilidad, es también considerada una hierba nociva en Texas, una plaga de plantas exóticas en California, una planta invasora en Hawái. Las principales áreas de infestación son los ríos inundables en el sur de California, como el río de Santa Clarita, arroyos a lo largo de la costa central, y el delta del Río Sacramento. Los problemas con Arundo son numerosos, es tan invasiva que puede llenar rápidamente los canales de los arroyos. Esto restringe el flujo del agua, y modifica la naturaleza del río. En los canales de riego, la maleza puede reducir el curso del agua a un goteo en unos pocos años. En las vías fluviales naturales, Arundo es un gran problema durante las inundaciones. Los matorrales muy densos retienen las aguas de drenaje rápidamente, causando que el agua retroceda e inunde las áreas cercanas. Si la inundación es lo suficientemente grande como para eliminar el Arundo, a menudo este se acumula bajo los puentes, en alcantarillas o en otras áreas restringidas, causando daños estructurales; a veces incluso llevando a la destrucción de estas estructuras por las aguas. Otra de las problemáticas que causa es la de peligro de incendios; incluso cuando está verde, Arundo es extremadamente inflamable. Cuando está presente, el fuego puede propagarse rápidamente, lo que puede arruinar completamente un ecosistema y empeorar el arrastre de sedimentos en las inundaciones del año siguiente. Los rizomas generalmente sobreviven a estos incendios, asegurando que las cañas vuelvan a crecer. El cañaveral es tan denso que algunos animales no viven en él. Suele ser empleado como dormidero por muchas aves. Sus raíces y tallos destruyen el hábitat de los peces. Dado que las raíces de Arundo son más superficiales que las de las plantas nativas, la erosión de un río infestado de Arundo puede aumentar. En las islas Canarias, estos densos cañaverales impiden la regeneración natural de las formaciones de sauces, (Salix canariensis), juncos (Juncus acutus y Scirpus holoschoenus), palmerales (Phoenix canariensis), lo que supuso una gran complicación en el gran incendio de Gran Canaria en 2007. Se cree que la falta de uso de esta planta desencadenó su transformación en un problema. En otros continentes como Australia del Sur, Arundo se ha cultivado con fines de bio-remediación para limpiar los afluentes industriales de las zonas contaminadas y también ha sido probada y demostrada su eficacia en la eliminación de la salinidad en los suelos, por lo que podría entonces ser utilizada para actividades agrícolas.

## Utilización
Se utilizan las hojas para la elaboración de cestería, tapetes y canceles.Se obtienen materiales para construcción ligera, utilizada como cortina rompevientos, y para la construcción de adobe techado. También posee propiedades medicinales, los principios activos que posee son: resinas, aceites esenciales, azúcares. Sales minerales:sílice, calcio, potasio. Trazas de alcaloides:bufotenidina, bufotenina, dihidrobufotenina, donaxina, donaraxina. Acción farmacológica: usada popularmente como diurético, "depurativa", galactófuga, antiinflamatoria, hemostática local. indicaciones: estados en los que se requiera un aumento de la diuresis: afecciones genitourinarias (cistitis, ureteritis, uretritis, pielonefritis, urolitiasis), hiperazotemia, hiperuricemia, hipertensión arterial, edemas, sobrepeso acompañado de retención de líquidos. Hipersecreción láctea. Contraindicaciones: Embarazo, lactancia (se le atribuye un efecto inhibidor de la lactancia), hipotensión arterial. No prescribir formas de dosificación con contenido alcohólico a niños menores de dos años ni a consultantes en proceso de deshabituación etílica. Efectos Secundarios: La planta fresca, por contacto con la piel húmeda y posterior exposición al sol, puede desencadenar fenómenos de fotosensibilidad. Precaución / Intoxicaciones: Los alcaloides indólicos curaremiméticos presentes en las flores (y en menor medida en el rizoma) son hipotensores y depresores de la respiración (Mulet, 1997). El uso de diuréticos en presencia de hipertensión o cardiopatías, solo debe hacerse por prescripción y bajo control médico, dada la posibilidad de aparición de una descompensación tensional o, si la eliminación de potasio es considerable, una potenciación del efecto de los cardiotónicos. En Oriente tiene gran importancia ya que fue muy utilizado para la elaboración de papel. Durante miles de años, la lengüeta de los instrumentos de viento se ha construido con una lámina delgada sacada de este tipo de caña, y muchos de esos instrumentos se construyen con el tallo hueco de la planta, hoy día se siguen construyendo con esta caña, este no es un caso muy frecuente, en el que la tecnología moderna ha sido incapaz de desarrollar un sustituto satisfactorio. La caña de este género se cultiva también como planta ornamental; debido a que crece rápidamente y forma masas compactas de rizomas gruesos, se utiliza para frenar la erosión de los suelos, fijar dunas y terrenos sueltos a lo largo de caminos y vías férreas. Por su gran velocidad de crecimiento está considerada fuente importante de celulosa y pasta de papel. Con los tallos entrelazados de la caña gigante se confeccionan unos paneles llamados cañizos que sirven para construir muros y techumbres que pueden enlucirse o cubrirse con mezcla (Las cañas gigantes forman parte del género Arundo, perteneciente a la especie Arundo donax). Es también utilizada como una forrajera auxiliar, y puede eliminarse por el pastoreo continuo. En huertas es frecuente su uso, empleándosela como reparo para otros cultivos; la caña sirve de sostén de diversas hortalizas y plantas volubles. De su polen se obtiene colorante amarillo. Posee altos rendimientos como fuente de biomasa para la producción de energía [7, 269]. Usos comestibles: las partes comestibles son: Las hojas y raíz. El rizoma se puede comer crudos o cocidos, también puede ser secado y molido en polvo para hacer pan, por lo general, mezcladas con harinas de cereales. También puede ser asado o hervido.

## Cariología
El tamaño y el número de los cromosomas tiene gran importancia en la sistemática de las Gramíneas y, a partir del trabajo de conjunto de Avdulow (1931), casi todos los agrostólogos han tomado en cuenta estos caracteres para establecer los grandes grupos dentro de las gramíneas. Hay dos tipos extremos: el tipo festucoide con cromosomas grandes y número básico predominante x=7 y el tipo panicoide con cromosomas pequeños y números básicos predominantes x=9 y x=10. Tipo festucoide se encuentra en casi todas las tribus de la subfamilia Festucoidea, que posee cromosomas grandes y predomina el número básico x=7, desde luego con numerosas excepciones. La tribu Stipeae de esta subfamilia posee cromosomas pequeños y número básico x=9, 10, 11, 12, 14, 16 y 17. Las demás subfamilias presentan tipo panicoide, con cromosomas pequeños y predominio del número básico x=9, 10. En las Bambusóideas, Orizóideas y en la tribu Arundineae, los cromosomas son pequeños y el número básico x=7, 8, 9, 10, 11, 12, 14,etc. Las Panicóides siempre tienen cromosomas pequeños, con número básico predominantemente x=9 o 10, aunque existen especies con otros números básicos que varían desde 4 a 19.

## Taxonomía
El género fue descrito por Carlos Linneo y publicado en  Species Plantarum 1: 81–82. 1753. La especie tipo es: Arundo donax L.
Etimología
Arundo: nombre genérico del latín que significa "caña".

## Especies
- Arundo donax L.
- Arundo formosana Hack.
- Arundo indica Noronha, denominada en Colombia, Chile, Perú y Río de la Plata achira[10]
- Arundo plinii Turra